# Клименко, Владимир Алексеевич
Владимир Алексеевич Клименко (KLIM) (9 декабря 1952) — российский театральный режиссёр, драматург, сценарист.

## Биография
Родился 9 декабря 1952 года в Львовской области.
Работал машинистом сцены в Харьковском академическом театре им. Шевченко. Пробовал свои силы в любительских коллективах. В 1987 году окончил режиссёрский факультет ГИТИС (курс А. А. Васильева и А. В. Эфроса).
Первые режиссёрские работы осуществил в мастерской «Домино» при «Творческих мастерских» СТД РСФСР. В конце 1980-х годов создал в «Творческих мастерских» лабораторию по изучению человека как феномена и исследованию пространства многомерного времени.
После роспуска «Мастерских» преподавал, проводил мастер-классы в России и за границей. В середине 90-х стал сотрудничать как приглашенный режиссёр с театрами Санкт-Петербурга, Киева, Москвы, Новосибирска.
По приглашению Владислава Троицкого занимался с актерами «Даха», писал для них пьесы.
Написал более 30 пьес и работ о театре. Автор киносценариев. Спектакли по его пьесам поставлены во многих театрах страны и за рубежом.

## Призы и награды
- Лауреат национальной театральной премии «Золотая маска».
- Премия ЮНЕСКО за спектакль «От чего люди не летают» (2004; театр «Балтийский Дом», Санкт-Петербург)

## Цитаты
- «Есть периоды, когда строят театральные здания, создают новое пространство для игры. А когда театр построен, там, обычно, возникают люди, несущие истинную жизнь. Они как вода. Вода ведь исполняет в строительстве дерева определенную роль, хотя сама по себе её форма не самоценна. Строители понимают земную реальность. Они, как порядочные родители, сначала создают материальную базу, а потом заводят детей, которые, увы, потом часто своих родителей стыдятся, хотя и тратят заработанные ими деньги. Потерянное поколение — всегда поколение художников. Людей растительных, оранжерейных»[1] — Владимир Клименко, 2008.